# L'Ouragan
L'Ouragan (L'huracà) és una òpera composta el 1901 per Alfred Bruneau sobre un llibret d'Émile Zola.

## Enregistrament
- Gisele Desmoutiers, Camille Mauranne, Berthe Monmart, Pierre Gianotti, Nadine Sauterreau, Orchestre de la Ràdio Lyrique de Paris, Eugene Bigot 1957